# Палата представителей Йемена
Палата представителей (араб. مجلس النواب اليمني‎) — законодательный орган Йемена, парламент. Палата состоит из 301 представителя, избираемых сроком на 6 лет.
Большинство мест в парламенте принадлежит Всеобщему народному конгрессу Йемена

## Выборы после 2003 года
Очередные выборы в палату представителей должны были пройти в апреле 2009 года, но были отложены на 2 года (2011 год). По состоянию на май 2022 года, выборы так и не состоялись.